# 学校法人暁の星学園
学校法人暁の星学園（がっこうほうじんあけのほしがくえん）は、福岡県古賀市に本部を置く日本の学校法人。

## 概要
暁の星幼稚園（福岡県古賀市）、王たるキリスト幼稚園（兵庫県伊丹市）、鳴門聖母幼稚園（徳島県鳴門市）、阿南聖母幼稚園（徳島県阿南市）、海の星幼稚園（高知県安芸市）、高知聖母幼稚園（高知県高知市）を経営する。

## 沿革
- 1950年（昭和25年）1月15日 - カトリック聖母献身宣教会により王たるキリスト幼稚園を設立。
- 1953年（昭和28年） - カトリック・オブレート会アメリカ管区の宣教師により高知聖母幼稚園を設立。
- 1955年（昭和30年） - カトリック・オブレート会アメリカ管区の宣教師により暁の星幼稚園を設立。
- 1967年（昭和42年） - カトリック・オブレート会アメリカ管区の宣教師により宗教法人聖母幼稚園を設立。
- 1970年（昭和45年） - 乾盛夫がカトリック暁の星幼稚園園長に就任。
- 1973年（昭和48年） - 暁の星幼稚園と高知聖母幼稚園がモンテッソーリ教育を導入。
- 1976年（昭和51年） - 聖母幼稚園を阿南聖母幼稚園と改称。
- 1978年（昭和53年）5月1日 - 学校法人暁の星学園認可。暁の星幼稚園、王たるキリスト幼稚園。
- 1983年（昭和58年） - 高知聖母幼稚園と阿南聖母幼稚園が学校法人暁の星学園に加わる。
- 1986年（昭和61年） - 王たるキリスト幼稚園がモンテッソーリ教育を導入。
- 2016年（平成28年）4月1日 - 海の星幼稚園開園。